# 루키노 비스콘티
루키노 비스콘티(이탈리아어: Luchino Visconti, 1906년 11월 2일~1976년 3월 17일)는 이탈리아의 영화·연극 감독이다. 밀라노 유명 귀족 가문인 비스콘티가의 후예로 태어나 장 르누아르 밑에서 조감독을 맡으면서 영화계에 들어왔다. 1943년 개봉한 《강박관념》을 시작으로 《흔들리는 대지》, 《로코와 그 형제들》 등 여러 네오레알리스모 영화를 감독하였다. 한편 1954년 개봉한 《애증》부터 점차 유미주의 성향이 짙은 작품들을 감독하기도 하였다. 1963년 개봉한 《표범》으로 칸 영화제 황금종려상을 받았다. 귀족 출신이면서 공산주의자였기 때문에 '붉은 백작'이라는 별명을 가졌다. 연극 감독으로도 활약해 1950년대부터 마리아 칼라스가 출연하는 여러 오페라를 연출하였다.

## 생애
루키노 비스콘티는 1906년 11월 2일에 밀라노에서 태어났다. 아버지 주세페 비스콘티 디 모드로네는 로나테 포촐로를 관할하는 백작이었으며 그 자신도 이후 '루키노 비스콘티 디 모드로네'라는 호칭을 얻게 되었다. 어려서부터 가문의 영향으로 여러 예술을 접했으며 자코모 푸치니, 아르투로 토스카니니, 가브리엘레 단눈치오 등과 인연을 맺었다. 이후 친구였던 코코 샤넬의 추천으로 장 르누아르와 만나게 되었다. 이후 르누아르가 감독한 《토니》, 《시골에서의 하루》 등의 영화에서 조감독으로 함께 작업하였다. 제2차 세계 대전 도중 이탈리아 공산당에 입당하면서 레지스탕스 운동에 가담하였다.
이후 로베르토 로셀리니, 페데리코 펠리니, 안토니오 피에트란게리 등과 교류하면서 영화 제작에 적극적으로 가담한다. 1943년에 처음으로 감독한 《강박관념》은 최초의 네오레알리스모 영화로 평가받지만 원작 소설을 판권도 없이 각색했다는 당국의 재제로 개봉한 지 얼마 지나지 않아 상영 금지당했다. 그 다음 감독한 《흔들리는 대지》는 실제 농민들을 데려다가 찍으면서 사실성을 극대화하였다. 1960년 개봉한 《로코와 그 형제들》도 시칠리아 출신의 등장인물들이 근대화 과정에서 겪는 아픔을 사실적으로 그려내 네오레알리스모 성향을 극명하게 나타냈다.
한편 1954년 개봉한 《애증》에서부터 유미주의 색채가 짙은 사극들을 감독하기 시작했다. 이 영화는 이전 네오레알리스모 영화들과 달리 할리우드 배우인 알리다 발리와 팔리 그레인저를 기용했으며 세트 장식에도 매우 신경썼음이 드러난다. 1963년 개봉한 《표범》은 버트 랭커스터를 기용해 시칠리아 귀족이 이탈리아 통일 운동 과정 속에서 살아가는 모습을 유미주의적으로 그려냈다. 이 영화는 칸 영화제 황금종려상을 수상하였다. 이후 토마스 만의 중편 소설을 각색한 《베네치아에서의 죽음》에서는 유미주의 색채를 크게 드러냈다.
영화 감독 이외에도 연극 연출가로도 활약해 1946년부터 여러 오페라를 연출하였다. 그가 연출한 오페라는 마리아 칼라스 등 여러 오페라 성악가들이 출연했으며 평론가들도 크게 호평하였다. 1976년 3월 17일에 심장 마비로 숨졌다.

## 작품 목록

### 영화
| 연도 | 제목                      | 원제                             | 비고                                                                       |
| ---- | ------------------------- | -------------------------------- | -------------------------------------------------------------------------- |
| 1943 | 강박관념                  | Ossessione                       |                                                                            |
| 1948 | 흔들리는 대지             | La Terra Trema                   | 베네치아 영화제 국제상 수상                                                |
| 1951 | 아름다운 여인             | Bellissima                       |                                                                            |
| 1954 | 애증                      | Senso                            | 베네치아 영화제 황금사자상 후보                                            |
| 1957 | 백야                      | Le Notti Bianche                 | 베네치아 영화제 은사자상 수상 베네치아 영화제 황금사자상 후보              |
| 1960 | 로코와 그 형제들          | Rocco e i suoi fratelli          | 베네치아 영화제 심사위원 특별상 수상 베네치아 영화제 황금사자상 후보       |
| 1963 | 표범                      | Il Gattopardo                    | 칸 영화제 황금종려상 수상                                                  |
| 1965 | 희미한 곰별자리           | Vaghe stelle dell'Orsa           | 베네치아 영화제 황금사자상 수상                                            |
| 1967 | 이방인                    | Lo straniero                     | 베네치아 영화제 황금사자상 후보                                            |
| 1969 | 지옥에 떨어진 용감한 자들 | La caduta degli dei              | 아카데미 각본상 후보                                                       |
| 1971 | 베네치아에서의 죽음       | Morte a Venezia                  | 다비드 디 도나텔로 감독상 수상 칸 영화제 황금종려상 후보 BAFTA 감독상 후보 |
| 1973 | 루드비히                  | Ludwig                           | 다비드 디 도나텔로 감독상 수상                                             |
| 1974 | 폭력과 열정               | Gruppo di famiglia in un interno |                                                                            |
| 1976 | 순수한 사람들             | L'innocente                      |                                                                            |